# Гейтс, Аделия Сара
Аделия Сара Гейтс (англ. Adelia Sarah Gates; 1825—1912) — американская художница, ботанический иллюстратор.

## Биография

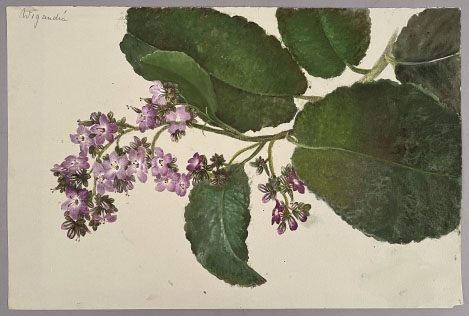
Одна из работ Аделии Гейтс

Родилась 24 октября 1825 года в местечке Отего округа Отсиго, штат Нью-Йорк, находящемся в долине Саскуэханна.
Работала гувернанткой, сельскохозяйственным рабочим и учителем. В возрасте 22 лет Аделия Гейтс переехала в город Лоуэлл (штат Массачусетс), чтобы устроиться работать на хлопчатобумажную фабрику. В возрасте уже за тридцать лет она поступила в Антиохийский колледж, но через два года была вынуждена оставить его из-за проблем со здоровьем.
Гейтс начала рисовать, когда ей было за пятьдесят, после того, как она взяла уроки у Эмили Вуга в Женеве. Вернувшись в США и работая в Сан-Франциско, она искала дальнейшее образование в области идентификации и именования образцов растений у известных ботаников — Сары Леммон и Джона Леммона, которым, в свою очередь, давала уроки «цветочной живописи» и черчения.
Аделия Сара Гейтс много путешествовала, собирая и документируя образцы растений из своих экспедиций. Ещё при её жизни ирландская писательница Адела Орпен написала красочную книгу о её биографии — «The chronicles of the Sid, or, The life and travels of Adelia Gates» (1893), опубликованную в Нью-Йорке компанией «Fleming H. Revell Company».
Умерла 21 сентября 1912 года в Сан-Франциско. После её смерти более 600 работ были выставлены и затем переданы в дар Национальному музею США, который позже стал Смитсоновским институтом.